# Saint-Sauveur, Vienne

Saint-Sauveur este o comună în departamentul Vienne, Franța. În 2009 avea o populație de 1,060 de locuitori.